# Айдаревич, Астрит
Астрит Айдаревич (швед. Astrit Ajdarević; род. 17 апреля 1990[…], Приштина) — албанский футболист, полузащитник. Выступал за молодёжную сборную Швеции и национальную сборную Албании.

## Карьера

### Клубная
Воспитанник клуба «Фалькенберг» из одноимённого городка. Отец Астрита, Агим Айдаревич, выступал за клуб в середине 1990-х годов. В сезоне-2006 был заявлен за первую команду «Фалькенберга» под номером «23». Дебютировал 18 мая 2006 года в матче Кубка Швеции против клуба «Энчёпинг», сделал дубль в этой игре. В лиге Суперэттан дебютировал 10 июля 2006 года в матче против «Сундсвалля», Айдаревич вышел на замену на 89-й минуте игры.
В декабре 2006 года был на просмотре в академии «Ливерпуля» и 11 января 2007 года перешёл в неё, сумма трансфера составила около 2—3 млн крон. 26 марта 2009 года «Ливерпуль» отдал Айдаревича в аренду клубу «Лестер Сити». Летом 2009 года подписал контракт с «Лестером» на сезон 2009/10. В сезоне 2009/10 не провёл за «Лестер» ни одного матча. С 25 марта до 1 июня 2010 года был в аренде в клубе «Херефорд Юнайтед», где лишь раз вышел на замену.
Летом 2010 года подписал контракт с клубом «Эребру». Дебютировал за «Эребру» 18 июля 2010 года в матче против «Эльфсборга», забил гол в этом матче.
12 ноября 2010 года разорвал контракт с «Эребру» и перешёл в «Норрчёпинг», контракт был рассчитан на 4 года с зарплатой 1 млн крон в год и 6 млн крон «подъёмных».
3 июля 2012 года перешёл в бельгийский клуб «Стандард», сумма трансфера составила около 14 млн крон. Не смог закрепиться в основном составе «Стандарда». 3 января 2014 года «Стандард» отдал Айдаревича в аренду английскому клубу «Чарльтон Атлетик». Сезон 2014/15 Айдаревич вновь начал в качестве запасного «Стандарда». 5 августа 2014 года дебютировал в еврокубках, выйдя на замену в ответом матче третьего отборочного раунда Лиги чемпионов против греческого клуба «Панатинаикос». Не играл с 26 августа до 27 декабря 2014 года из-за проблем со здоровьем.
19 февраля 2015 года «Стандард» отдал Айдаревича в аренду клубу «Хельсингборг». Астрит дебютировал за клуб Хенрика Ларссона 1 марта 2015 года в матче 1-го тура группового этапа Кубка Швеции против «Вестероса», в этой игре открыл счёт.

### В сборных
Выступал за юниорские и юношеские сборные всех возрастов. Первый сбор в составе юниорской (до 15 лет) сборной провёл 1—4 августа 2005 года. Первый матч за юниорскую сборную провёл 23 августа 2005 года, это был товарищеский матч со сверстниками из Финляндии. Через 2 дня, в ответном матче с Финляндией, забил свой первый гол за юниорскую сборную. В отборочном турнире к юношескому (до 17 лет) чемпионату Европы 2007 провёл все 6 матчей, забил гол с пенальти в ворота Польши. В отборочном турнире к юношескому (до 19 лет) чемпионату Европы 2009 также провёл все 6 матчей, в двух первых играх был капитаном команды.
24 мая 2011 года Томми Сёдерберг и Хокан Эриксон впервые вызвали Айдаревича в молодёжную (до 21 года) сборную Швеции на товарищеские матчи с Норвегией и Сербией. Матч с Норвегией 2 июня 2011 года стал для Айдаревича дебютным в молодёжной сборной, Астрит отыграл все 90 минут на позиции центрального полузащитника. В отборочном турнире к молодёжному (до 21 года) чемпионату Европы 2013 провёл 9 матчей (из 12), забил по голу в ворота Мальты (с пенальти) и Украины. Помимо 9 отборочных матчей провёл за молодёжную сборную 5 товарищеских игр.

## Характеристика
Рабочая нога Айдаревича — левая. Хокан Эриксон охарактеризовал Айдаревича как полузащитника, хорошо играющего в пас и обладающего хорошими атакующими качествами.